# والری کوباسوف
والری نیکلایویچ کوباسوف (به روسی: Валерий Николаевич Кубасов) زاده ۱۷ دی ۱۳۱۳ (۷ ژانویه ۱۹۳۵) کیهان‌نورد و مهندس روسی است. وی در دو ماموریت فضایی سایوز-۶ و سایوز-۱۹ به عنوان مهندس پرواز، و در ماموریت سایوز-۳۶ به عنوان فرمانده عملیات به مدار زمین پرواز کرده‌است. وی همچنین عضو تیم مهندسی و توسعه ایستگاه فضایی میر بوده‌است.

## زندگی‌نامه
والری کوباسوف در ۱۷ دی ۱۳۱۳ (۷ ژانویه ۱۹۳۵) در شهر ویازنیکی در استان ولادیمیر در کشور روسیه در خانواده‌ای کارگر به دنیا آمد.
وی برای تحصیل مهندسی به دانشکده هوانوردی مسکو وارد شد و در سال ۱۹۵۸ با درجه مهندسی مکانیک و گرایش طراحی سازه‌های هوایی فارغ‌التحصیل شد. پس از آن برای کار به دفتر طراحی OKB-1 پیوست تا بر روی طراحی پرتابه‌های بالستیک و فضایی کار کند. سپس در سال ۱۹۶۶ به عنوان یکی از نامزدهای غیرنظامی به گروه کیهان‌نوردان شوروی پیوست.

## سفرهای فضایی

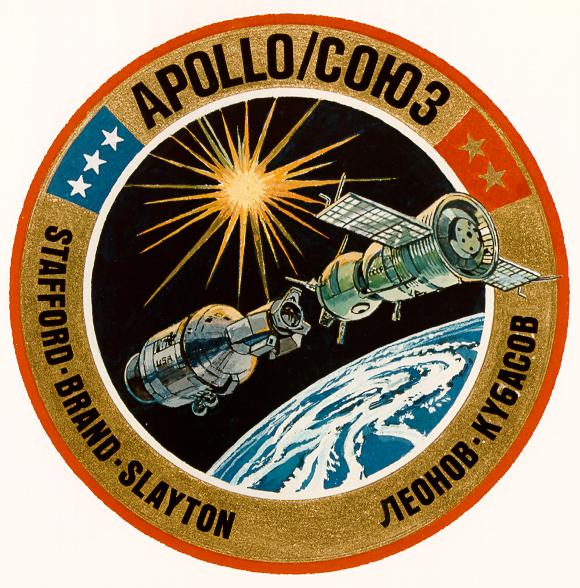
پچ خدمه آمریکایی برای پروژه آزمایشی آپولو-سایوز

والری کوباسوف در سه ماموریت فضایی شرکت داشته‌است. به خاطر هوش و استعدادش، سایر کیهان‌نوردان به او لقب والرا به معنای «مُخ» داده بودند.

### ماموریت سایوز-۶
والری کوباسوف در تاریخ ۱۹ مهر ۱۳۴۸ (۱۱ اکتبر ۱۹۶۹) به عنوان مهندس پرواز در ماموریت سایوز-۶ به همراه گئورگی شانین به مدار زمین پرواز کرد. برای نخستین بار در تاریخ فضانوردی، سه فضاپیما از ماموریت‌های مختلف یعنی سایوز-۶، سایوز-۷ و سایوز-۸ به‌طور همزمان در مدار زمین حضور داشتند.
مهمترین دستاورد سفر کوباسوف در طی این ماموریت، آزمایش جوشکاری به سه روش مختلف در شرایط بی‌وزنی فضا بود. این ماموریت ۴ روز و ۲۲ ساعت و ۴۲ دقیقه و ۴۷ ثانیه به‌طول انجامید.

### ماموریت سایوز-۱۹
در جریان پروژه آزمایشی آپولو-سایوز، والری کوباسوف در تاریخ ۲۴ تیر ۱۳۵۴ (۱۵ ژوئیه ۱۹۷۵) به عنوان مهندس پرواز فضاپیمای سایوز-۱۹ به همراه الکسی لئونوف به مدار زمین پرواز کرد. فضاپیمای آن‌ها پس از دو روز به فضاپیمای آمریکایی آپولو در مدار زمین متصل شد. آپولو-سایوز نخستین همکاری فضایی بین‌المللی بود. ماموریت سایوز-۱۹ به مدت ۵ روز و ۲۲ ساعت و ۳۰ دقیقه و ۵۱ ثانیه طول کشید.

### ماموریت سایوز-۳۶
والری کوباسوف به عنوان فرمانده ماموریت سایوز-۳۶ در تاریخ ۵ خرداد ۱۳۵۹ (۲۶ مه ۱۹۸۰) به همراه برتالان فارکاس، فضانورد مجارستانی، به مقصد ایستگاه فضایی سالیوت-۶ به مدار زمین پرواز کرد. انجام پژوهشهایی در زمینه دانش مواد و زیست‌شناسی، به علاوه رصد کردن زمین از فضا، هدف اصلی اقامت آن‌ها در ایستگاه فضایی بود. اقامت وی در فضا در این ماموریت ۷ روز و ۲۰ ساعت و ۴۵ دقیقه و ۴۴ ثانیه به‌طول انجامید.

## یادمان و افتخارات

### عنوان‌ها و مدال‌ها
- قهرمان اتحاد شوروی (دو بار)
- نشان لنین (سه بار)
- مدال طلای کنستانتین تسیولکوفسی از فرهنگستان علوم اتحاد شوروی
- مدال طلای افتخاری یوری گاگارین
- قهرمان جمهوری مجارستان، به همراه مدال طلا برای تلاش در پیشبرد دانش بشر
- مدال مردمی جمهوری یوگسلاوی برای فناوری

### شهروندی افتخاری
- شهرهای کالوگا، ویازنیکی (روسیه)
- شهرهای کاراگاندا، آرکالیک (قزاقستان)
- شهرهای نیویورک، هیوستون، سان فرانسیسکو، آتلانتا، نشویل، سالت لیک سیتی (ایالات متحده آمریکا)

### تمبرها

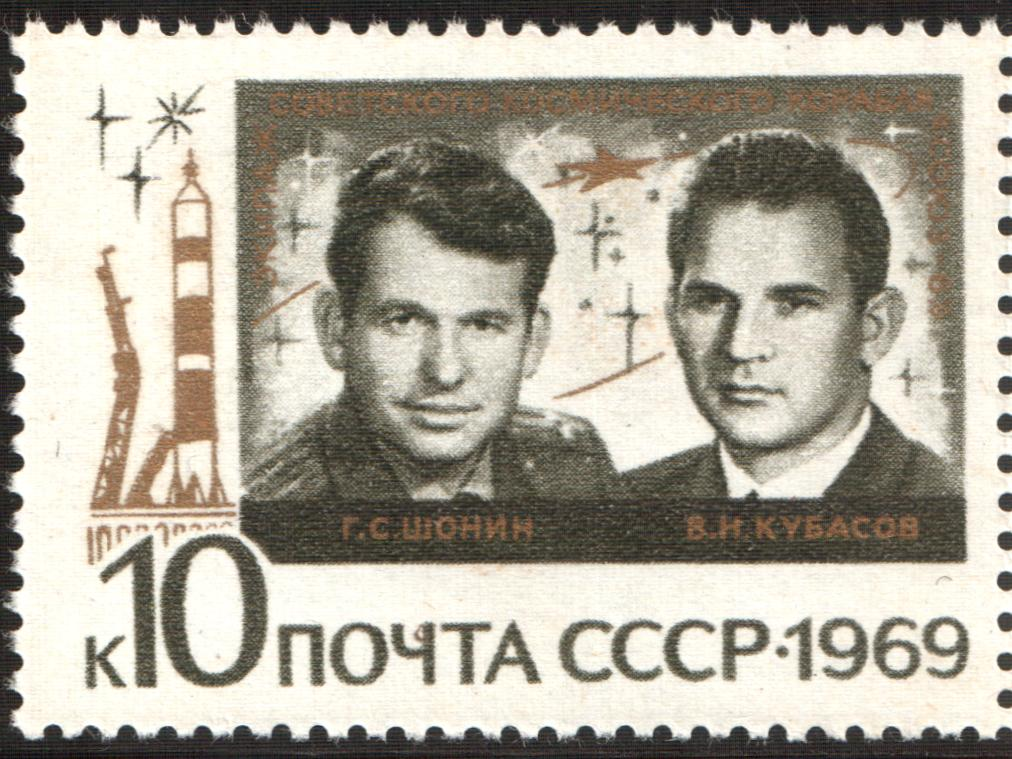
تمبر ۱۰-کوپکی با چهره والری کوباسوف و گئورگی شانین در ماموریت سایوز-۶

- تمبر ۱۰ کوپکی به مناسبت ماموریت سایوز-۶، اتحاد شوروی

### خاطرات
والری کوباسوف خاطرات خود را در کتابی با عنوان «لمس فضا» منتشر کرده‌است.

## در حاشیه فضانوردی
کوباسوف در طول زندگی حرفه‌ای به عنوان فضانورد، دو بار از چنگ مرگ گریخته است:
- او به عنوان یکی از سرنشینان ماموریت سایوز-۲ انتخاب شده بود، اما با کشف نقص فنی در چتر نجات فضاپیما، سایوز-۲ به‌طور آزمایشی و بدون سرنشین به فضا پرتاب شد. همین نقص فنی در ماموریت سایوز-۱ باعث کشته شده ولادیمیر کاماروف شده بود.
- او و الکسی لئونوف به عنوان سرنشینان ماموریت سایوز-۱۱ انتخاب شده بودند، اما به علت گمان پزشکان مبنی بر ابتلای کوباسوف به بیماری سل، فضانوردان ذخیره جای آنان را گرفتند. هر دو فضانورد ذخیره در مسیر بازگشت از ایستگاه فضایی سالیوت-۱ به زمین در اثر نقص فنی کوچکی در فضاپیمایشان به دلیل خفگی ناشی از کمبود اکسیژن جان باختند.

کوباسوف بعدها به مقام معاون مدیریت شرکت صنایع فضایی انرگیا منصوب شد.